# Brabantse Stedenrij

De Brabantse stedenrij is de conurbatie die wordt gevormd door de negen grootste Noord-Brabantse steden: Bergen op Zoom, Roosendaal, Breda, Oosterhout, Tilburg, Eindhoven, Helmond, 's-Hertogenbosch en Oss (allen met meer dan 50.000 inwoners, of een veelvoud daarvan, waarvan vier met meer dan 100.000), tezamen met randgemeenten en tussenliggende bebouwing. 

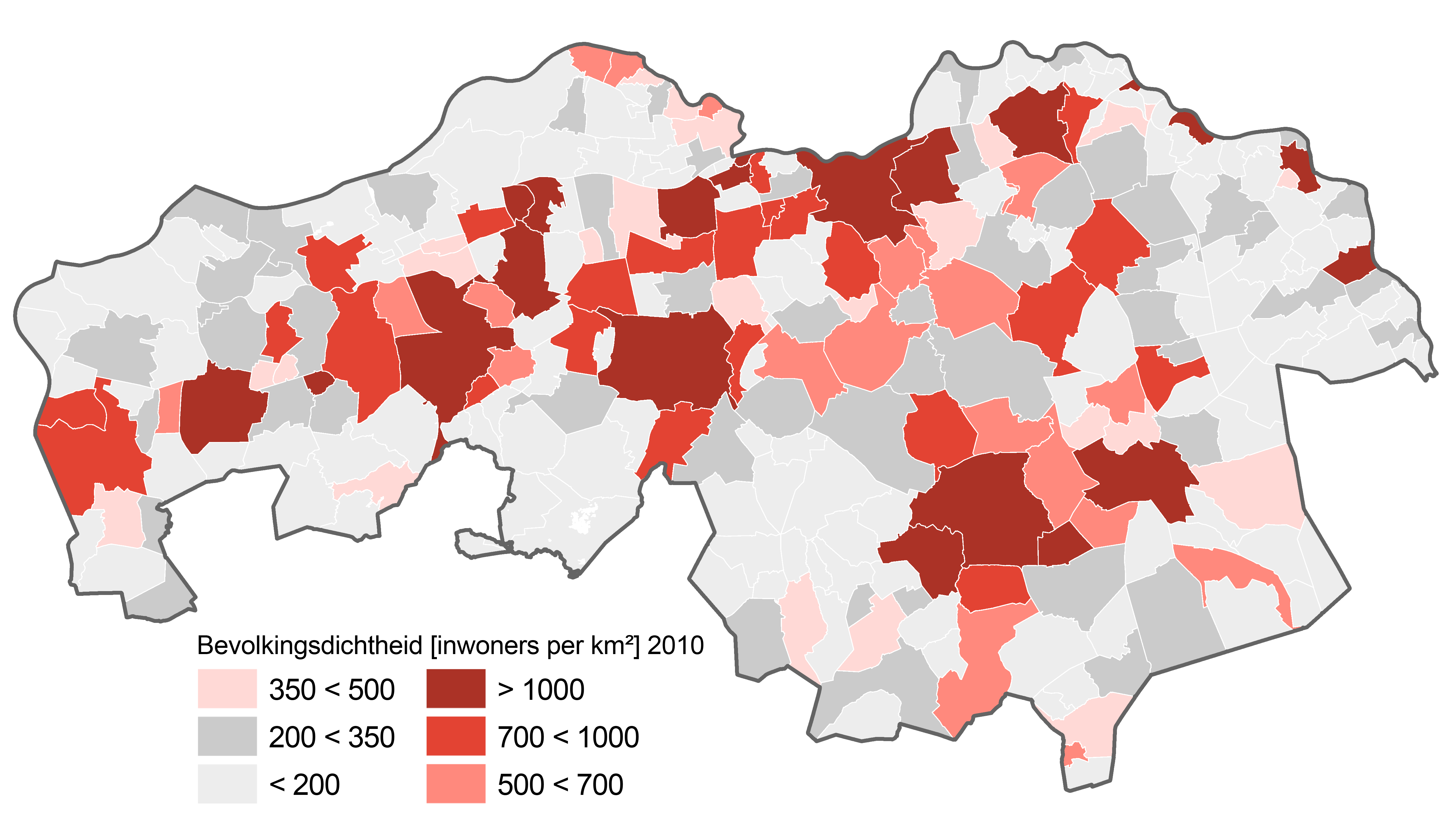
Bevolkingsdichtheid Noord-Brabant per woonplaats (BAG) in 2010

In het gebied liggen verder nog elf steden en plaatsen met 25.000 tot 45.000 inwoners, van west naar oost: Etten-Leur, Waalwijk, Vught, Rosmalen, Boxtel, Uden, Veghel, Best, Veldhoven, Valkenswaard en Geldrop. Het betreft dus in totaal een uitgestrekte reeks van precies twintig stedelijke kernen, variërend van 25.000 tot 235.000 inwoners, tot een totaal van ruim meer dan 2 miljoen.  

## Achtergrond van de benaming
Deze planologische benaming heeft betrekking op het gebied dat als één grote conurbatie fungeert. Het gebied heeft een inwonertal van ongeveer 2 miljoen inwoners en staat bekend als een regio met een zeer hoge dichtheid van innovatieve technologische bedrijven. Lokaal wordt benadrukt dat het de regio is met de hoogste patentendichtheid van Europa. Daarnaast wordt de regio geroemd om haar vooraanstaande AgriFood-industrie.
De concentratie van verstedelijking vindt plaats in het kralensnoer bestaande uit steden – met aangrenzende woonkernen en andere tussenliggende kleinere kernen – op de overgang van zand naar klei, beginnend bij Bergen op Zoom in het westen tot voorbij de stad Oss in het oosten. De andere concentratie van verstedelijking vindt plaats rond de steden op de zandgronden in het oosten van Noord-Brabant, vanaf Tilburg in het westen tot aan Eindhoven-Helmond en Uden-Veghel in het oosten.

### Alternatieve benamingen
De term Zandstad werd aan het einde van de twintigste eeuw bedacht om de urbanisatie van de Brabantse Stedenrij te vergelijken met de Randstad van West-Nederland. De term komt uit de koker van de architectuurhistorici van de Vrije Universiteit Amsterdam. De term wordt tegenwoordig steeds vaker in kringen van stedenbouwkundigen gebruikt om het verstedelijkende platteland van Noord-Brabant aan te duiden.
Een benaming voor een stedelijk samenwerkingsverband in het gebied is BrabantStad.

## Brabantse Steden
De tabel hieronder bevat een overzicht van de 20 grootste woonplaatsen in de Brabantse Stedenrij. Het gaat hierbij om de woonplaats en niet de gemeente. Het verschil tussen de inwoneraantallen van Eindhoven en Tilburg komt enerzijds door de historische ontwikkeling van het gemeentegebied (annexaties in het verleden, snelle groei tijdens industrialisatie) en anderzijds door het feit dat de gemeente Eindhoven alle toegevoegde delen (dorpen, gehuchten en wijken) als onderdeel van één en dezelfde woonplaats beschouwt. Bijvoorbeeld het kerkdorp Acht (ca. 3000 inwoners) en de wijk Meerhoven (ca. 13.000 inwoners, dat volledig bij Veldhoven ligt en van Eindhoven gescheiden is door een snelweg) worden meegeteld bij de inwoneraantallen van de woonplaats Eindhoven. De gemeente Tilburg telt vier onderscheiden woonplaatsen. De gemeente Breda heeft een onderverdeling in vijf onderscheiden woonplaatsen. Net als in de gemeenten Eindhoven en Tilburg liggen de delen hier dicht tegen elkaar, dan wel worden ze slechts gescheiden door een snelweg, en maar in een enkel geval ligt er iets meer ruimte tussen de verschillende woonplaatsen. Gemeenten bepalen zelf hoe ze de woonplaatsen in de gemeente benoemen. Hier zijn geen regels voor.  

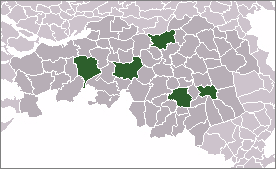
De vijf grootste gemeenten in de Brabantse stedenrij, die samenwerken onder de noemer BrabantStad

| Woonplaats (BAG) | Inwoners 2023 | Inwoners 2018 | Inwoners 2010 |
| ---------------- | ------------- | ------------- | ------------- |
| Eindhoven        | 243.730       | 229.126       | 213.810       |
| Tilburg          | 203.690       | 195.535       | 185.895       |
| Breda            | 151.765       | 150.640       | 142.270       |
| 's-Hertogenbosch | 112.850       | 110.445       | 106.685       |
| Helmond          | 94.898        | 90.903        | 88.290        |
| Roosendaal       | 67.320        | 67.160        | 67.550        |
| Oss              | 59.740        | 57.815        | 57.415        |
| Bergen op Zoom   | 54.440        | 51.940        | 51.620        |
| Oosterhout       | 51.755        | 49.940        | 49.285        |
| Veldhoven        | 46.417        | 44.925        | 43.245        |
| Etten-Leur       | 44.578        | 43.532        | 41.525        |
| Uden             | 37.325        | 36.255        | 35.015        |
| Rosmalen         | 38.450        | 36.010        | 32.920        |
| Waalwijk         | 34.770        | 33.100        | 31.135        |
| Veghel           | 33.895        | 31.575        | 30.690        |
| Valkenswaard     | 20.985        | 30.654        | 30.725        |
| Best             | 30.897        | 29.497        | 28.955        |
| Geldrop          | 29.245        | 28.775        | 28.185        |
| Boxtel           | 26.755        | 25.855        | 25.415        |
| Vught            | 26.300        | 25.615        | 24.675        |